# Hervé Mangon
Pour les articles homonymes, voir Mangon (homonymie).
Hervé Mangon, né le 31 juillet 1821  à Paris où il est mort le 15 mai 1888, ingénieur des Ponts et homme politique français.

## Carrière
- Ministre de l'Agriculture du 6 avril 1885 au 9 novembre 1885 dans le gouvernement Henri Brisson (1)
- Député de la Manche
- Membre de l'Académie des sciences en 1872

Il est un grand serviteur de l'agriculture comme un des fondateurs du Génie rural.
Hervé Mangon a dirigé des très grands travaux de drainage dans les Dombes.
Il est un des fondateurs de la météorologie en France et inventeur du pluviomètre.
Il appuya l'établissement des stations en pays de montagne, au Pic du Midi, au mont Ventoux, au Puy-de-Dôme etc ...
Il poursuit ses travaux de recherches comme météorologue et contribue au développement de la poste aérienne en ballons durant le Siège de Paris (1870-1871), en lien avec les frères Albert et Gaston Tissandier.
Il est l'époux Marie-Noëlie-Cécile Dumas, fille du savant chimiste Jean-Baptiste Dumas.
Il est enterré au cimetière du Montparnasse à Paris. 
- École Polytechnique (1840)
- Ingénieur en chef de l'École des ponts et chaussées
- Président du conseil du Bureau central météorologique
- Directeur du Conservatoire des arts et métiers (1880)
- Vice-président de l'Académie des Sciences (1887)
- Vice-président de la Société d'encouragement pour l'industrie nationale

## Distinctions
- Commandeur de la Légion d'honneur

## Hommages
- Le Chili a donné son nom à une île de Patagonie, près du Cap Horn, en mémoire de la mission 1882 - 1883
- Une rue de la commune déléguée d'Équeurdreville-Hainneville à Cherbourg-en-Cotentin (Manche), porte son nom
- Un square célèbre sa mémoire à Carentan-les-Marais (Manche)